# Bryopesanser latesco
Bryopesanser latesco är en mossdjursart som beskrevs av Tilbrook 2006. Bryopesanser latesco ingår i släktet Bryopesanser och familjen Escharinidae. Inga underarter finns listade i Catalogue of Life.